# Альціон-галатея великий
Альціо́н-галатея великий (Tanysiptera galatea) — вид сиворакшоподібних птахів родини рибалочкових (Alcedinidae). Мешкає в Індонезії і Папуа Новій Гвінеї. Виділяють низку підвидів.

## Опис

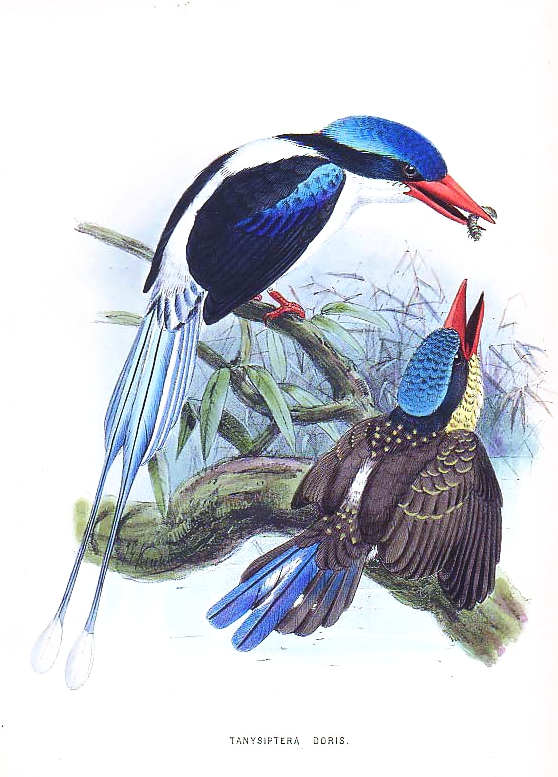
Великі альціони-галатеї

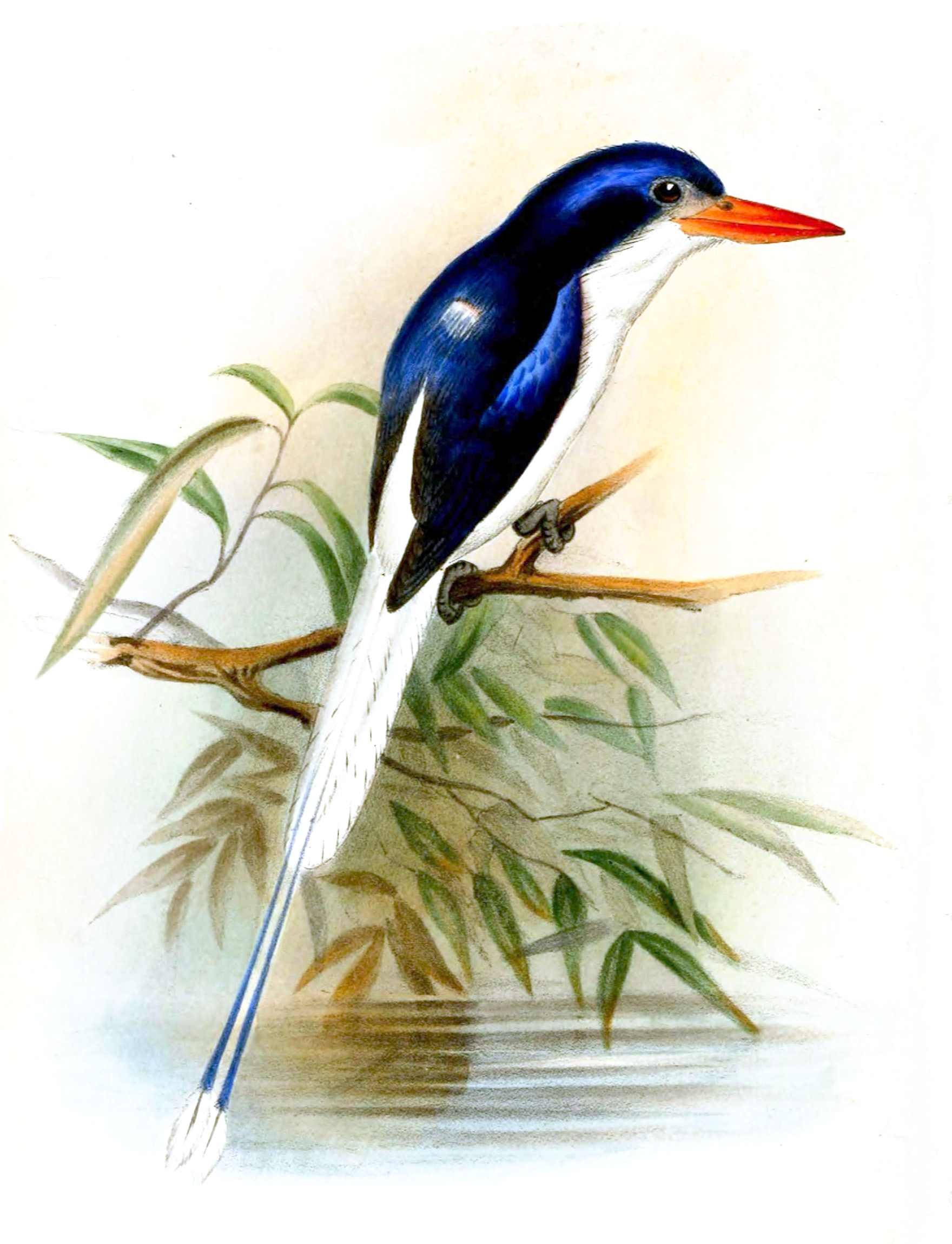
Великий альціон-галатея

Довжина птаха становить 33-43 см, враховуючи довгий хвіст, вага 40-78 г. На верхній частині голови темно-бірюзова пляма з яскраво-лазуровими краями, щоки чорнуваті, верхня частина тіла синювато-чорна. Нижня частина тіла біла, нижні покривні пера крил синюваті. Хвіст білий, центральні стернові пера видовжені, біля основи сині. Дзьоб червоний.

## Підвиди
Виділяють п'ятнадцять підвидів:
- T. g. emiliae Sharpe, 1871 — острів Рау[sv] (на захід від Моротай);
- T. g. doris Wallace, 1862 — острів Моротай[en] (північні Молукки);
- T. g. browningi Ripley, 1983 — острів Хальмахера (північні Молукки);
- T. g. brunhildae Jany, 1955 — острів Доі (на північний захід від Хальмахери);
- T. g. margarethae Heine, 1860 — острів Бачан (північні Молукки);
- T. g. sabrina Gray, GR, 1861 — острів Кайоа[en] (на захід від південної Хальмахери);
- T. g. obiensis Salvadori, 1877 — острови Обі[en] (північ центральних Молуккських островів);
- T. g. acis Wallace, 1863 — острів Буру (захід центральних Молуккських островів);
- T. g. boanensis Mees, 1964 — острів Боано[en] (на північний захід від Серама);
- T. g. nais Gray, GR, 1861 — острови Маніпа, Амбон, Серам і Ґоронґ[en] (центральні Молукки);
- T. g. galatea Gray, GR, 1859 — острови Раджа-Ампат і півострів Чендравасіх на північному заході Нової Гвінеї;
- T. g. meyeri Salvadori, 1889 — північ Нової Гвінеї;
- T. g. minor Salvadori & D'Albertis, 1875 — південь Нової Гвінеї;
- T. g. vulcani Rothschild & Hartert, E, 1915 — острів Манам[en] (на північ від Нової Гвінеї);
- T. g. rosseliana Tristram, 1889 — острів Россель[en] (архіпелаг Луїзіада).

## Поширення і екологія
Великі альціони-галатеї мешкають на островах Молуккського архіпелагу, на Новій Гвінеї та на сусідніх островах. Вони живуть у вологих рівнинних тропічних лісах, в садах і на плантаціях. Зустрічаються переважно на висоті до 300 м над рівнем моря. Живляться безхребетними, зокрема дощовими червами, кониками, жуками, гусінню, багатоніжками і равликами. Великі альціони-галатеї чатують на здобич, сидячи на гілці, а коли побачать комаху, то пікірують до неї, після чого повертаються на сідало, вбивають здобич, ударяючи нею об гілку, а потім ковтають. Деяких комах вони шукають серед рослинності, а дощових червів вони шукають серед опалого листя.
Великі альціони-галатеї є переважно осілими, однак деякі популяції покидають мусонні тропічні ліси на час сухого сезону. Пара птахів займає територію площею 0,3-0,5 га. Гніздо розмущується в гнізді деревних термітів. Тунель діаметром 15 см веде до гніздової камери діаметром 13 см. Сезон розмноження триває з листопада по березень, в кладці 5 яєць. За пташенятами доглядають і самиці, і самці.